# Vallensbæk Statsskole
Vallensbæk Statsskole også "Valley High" var et dansk gymnasium og hf-kursus, beliggende tæt ved Albertslund Station i Albertslund, men i Vallensbæk Kommune. Gymnasiet blev oprettet 1969 som Vallensbæk Statsskole skiftede navn til Vallensbæk Gymnasium 1986 og Vallensbæk HF 1989. Det indgik 2003 i en fusion med Albertslund Amtsgymnasium og dannede Kongsholm Gymnasium & HF.
Svend Andersen var skolens rektor 1971-1993.

## Kendte studenter
- 1974 Claus Colliander: student (Vallensbæk Statsskole)
- 1976 Claes Johansen: student (Vallensbæk Statsskole)
- 1977 Kim Fupz Aakeson: HF-eksamen (Vallensbæk Statsskole)
- Ukendt år: Jim Stjerne Hansen, HF-eksamen
- 1994 Anders Matthesen, HF-eksamen (Vallensbæk HF)